# Route nationale 8 (Madagaskar)

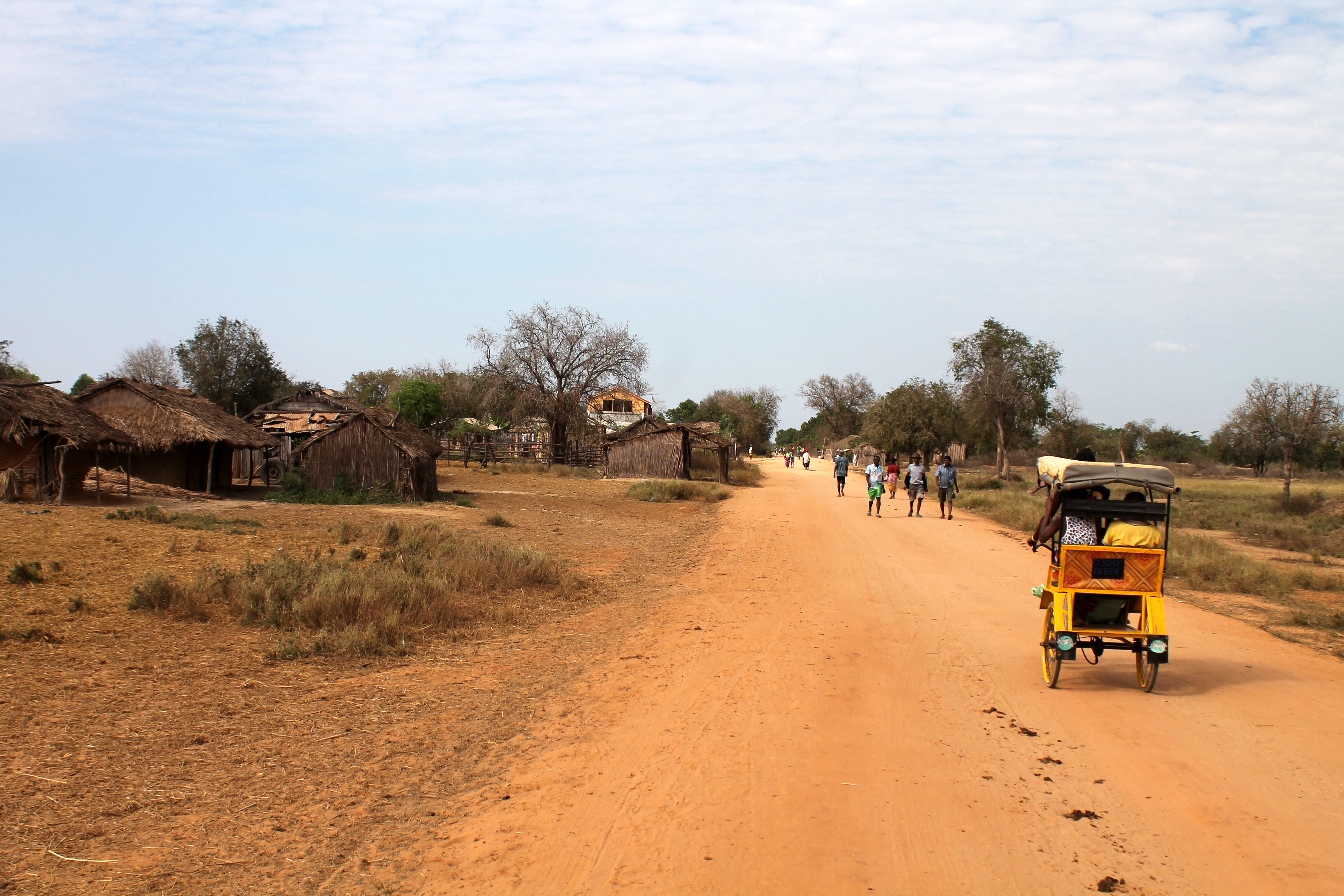
Die RN 8

Die Route nationale 8 (RN 8) ist eine 198 km lange, nicht asphaltierte Nationalstraße im Südwesten von Madagaskar in den Provinzen Atsimo-Andrefana und Melaky. Sie beginnt bei Morondava an der RN 35 und verläuft in nördlicher Richtung über Belo sur Tsiribihina bis nach Bekopaka und weiter nach Antsalova, wo sie in die RN 8a übergeht. Unweit von Morondava befindet sich an dieser Straße die Baobaballee.